# Кололак
Кололак — м'ясна страва, яка складається з невеликих кульок з подрібленого м'яса з різними добавками.  
Існує два різновиди цієї страви — одна з фарше видного, інша з суфле видного м'яса.

## Технологія приготування

### Простий кололак
Склад: фрикаделі, до складу яких входять м'ясо, рис, яйце, кизил, пряна зелень. 
Зовні вони мають форму невеликих кульок. В залежності від району Вірменії, в якому виготовляються страва, кульки можуть панірувати в сухарях, борошні, або в яйці, 
Готують зазвичай з баранини або поєднання свинини з яловичиною. М'ясний фарш обов'язково двічі пропускають через м'ясорубку разом з цибулею, а додана пряна зелень ретельно подрібнюється. Потім кололаки обсмажують в олії. Подають кололак з томатною підливою або смаженою картоплею з тушкованими помидорами.

### Складний кололак
Склад: фрикаделі, до складу яких входять м'ясо, борошно, горілка, яйця, молоко, пряна зелень. 
Готують тільки з якісної і обов'язково парної яловичини. 
М'ясо звільняють від жиру, плівок, сухожиль, відбивають дерев'яним молотком до тістоподібного стану, посипають сіллю і перцем, продовжують відбивати до побіління. Потім перекладають отриману масу в посуд, додають горілку (коньяк, спирт) і продовжують збивати до розрідження; додають збиті яйця, молоко, борошно, пряну зелень і збивають до отримання однорідної тягучої маси.
Найбільш відомі: кололак гехаркуні і кололак аштаракській.